# 鼓舞器官
鼓舞器官（こぶきかん）は、鼓舞作用、つまり求心性インパルスの発出により神経系を反射的に興奮させることを主な役割とする感覚器官。さまざまな動物が持ち、光、熱などの刺激を感じる器官が知られている。おもに、照度により活動の活発さを決める器官（単眼など）が多く見られる。

## 例
ハエ目やネジレバネ目の昆虫の持つ平均棍は、一種の鼓舞器官であるとする説もある。